# Aulus Manlius Vulso (Konsul 178 v. Chr.)
Aulus Manlius Vulso entstammte der altrömischen Patrizierfamilie der Manlier und war 178 v. Chr. Konsul.

## Leben
Laut den Fasti Capitolini war Aulus Manlius Vulso der Sohn eines Gnaeus Manlius und Enkel eines Lucius Manlius. Unter anderem aus dieser Angabe ergibt sich, dass er der jüngere Bruder des Konsuls von 189 v. Chr., Gnaeus Manlius Vulso, war.
194–192 v. Chr. war Vulso als Triumvir coloniae deducendae gemeinsam mit dem Volkstribunen Quintus Aelius Tubero und dem Prätorier Lucius Apustius Fullo mit der Anlage von Copia, einer römischen Kolonie latinischen Rechts, im Gebiet der süditalienischen Stadt Thurioi beschäftigt, wobei diese neu gegründet wurde. Nachdem der Prätor Lucius Baebius Dives 189 v. Chr. in seiner Amtszeit infolge einer bei einem Angriff der Ligurer erhaltenen Verwundung den Tod gefunden hatte, wurde er wohl durch Vulso mit dessen Wahl zum Suffektprätor ersetzt.
Erst zehn Jahre später wird Vulso wieder in den Quellen erwähnt, als er bei den vom Konsul von 179 v. Chr., Quintus Fulvius Flaccus, abgehaltenen Comitien gemeinsam mit Marcus Iunius Brutus zum Konsul für 178 v. Chr. gewählt wurde. Damit hatte er den Höhepunkt seiner politischen Karriere erreicht. Anstatt in seine Provinz Gallien zu gehen, unternahm er einen Feldzug in das Gebiet der Histrer an der nördlichen Adria, ohne zuvor den Senat zu konsultieren. Die Darstellung des römischen Historikers Titus Livius über diesen Krieg geht wahrscheinlich – zumindest indirekt – auf Vulsos offiziellen Bericht zurück, enthält aber auch Einsprengsel einer dem Konsul ablehnend gegenüberstehenden Version.
Durch einen unerwarteten Angriff der Histrer im Morgengrauen musste Vulso eine schwere Niederlage einstecken, verlor sein Lager an die Feinde und suchte mit seinen Truppen das Weite. Als die Nachricht von der Schlappe in Rom eintraf, wurden umfassende Truppenaushebungen befohlen. Der andere Konsul Marcus Iunius Brutus sollte Vulso entsetzen. Da dieser aber mittlerweile sein Lager von den Histrern zurückerobert hatte, konnte Brutus bereits nach elf Tagen wieder abziehen. Trotzdem attackierten in Rom die beiden Volkstribunen Licinius Nerva und Gaius Papirius Turdus Vulso während dessen Abwesenheit von der Hauptstadt, weil er den Histrerkrieg eigenmächtig begonnen hatte. Sie beantragten, ihm die bereits zugestandene Kommandoverlängerung wieder abzuerkennen. Dieser Antrag wurde schließlich durch einen dritten Volkstribunen, Quintus Aelius, zu Fall gebracht.
Den Winter verbrachten Vulso und Brutus mit ihren vereinten Streitkräften in Aquileia. Anfang 177 v. Chr. starteten sie eine neue Offensive gegen die Histrer und belagerten die Stadt Nesactium, wohin sich Epulo, der König der Histrer, zurückgezogen hatte. Da erschien der neue Konsul Gaius Claudius Pulcher mit frischen Truppen, löste Vulso und Brutus als Feldherrn ab und konnte die Histrer besiegen.